# Série de Hansen-Strong
Pour un article plus général, voir Spectre de l'atome d'hydrogène.
En physique atomique, la série de Hansen-Strong est la série de raies du spectre de l'atome d'hydrogène correspondant à une transition électronique d'un état quantique de nombre principal n > 7 vers l'état de niveau 7.
Elle a été découverte par Peter Hansen et John Strong en 1973.